# Niniche
Niniche ist ein zweistündiges, deutsches Stummfilm-Verwechslungslustspiel aus dem Jahre 1924 von Victor Janson mit Ossi Oswalda in der Titelrolle.

## Handlung
Im französischen Ort Trouville leben zwei Welten quasi nebeneinander. Da ist die kapriziöse, weltgewandte Yvette, die ein luxuriöses Appartement in einem noblen Hotel bewohnt. Ihr gegenüber steht die einfache Niniche, ein lebenslustiges Mädchen, das sich ein paar Francs mit dem Abwasch verdient. Yvette dürstet es nach ihrem Chéri Fernand, doch dessen Onkel hat beträchtliche Einwände gegen diese Verbindung und entsendet daher den bulligen Privatdetektiv Jonathan Dickson nach Trouville, der zur Abschreckung gleich eine Bulldogge mitgebracht hat, die ihrem Herrchen auf erschreckende Weise ähnelt. Dickson soll ein waches Auge auf Yvette haben, damit es nicht zum Äußersten kommt. Um Yvettes Handlungen zu dokumentieren, hat Mr. Dickson eine Kamera mit im Gepäck. Es gibt da nur ein Problem. Der korpulente Jonathan hat keine Ahnung, wie Yvette aussieht. Daher beauftragt er den kleinen Liftboy Emil, der die Hotelgäste in- und auswendig kennt, die Fotodokumentation zu übernehmen. Emil hat dafür aber keine Zeit und drückt den Apparat kurzerhand Niniche in die Hand, die aus Tollpatschigkeit gleich erstmal ein Selfie von sich anfertigt. Somit muss Mr. Dickson glauben, Niniche sei Yvette.
Niniche träumt von der großen, weiten Welt, die in ihren Augen von der mondänen Tänzerin Yvette perfekt verkörpert wird. Als eines Tages ein adrettes Kleidungsstück Yvettes über den Balkon ins Freie geweht wird, ist es Niniche, die das Stück Stoff findet und es Yvette zurückbringt. Aus Dankbarkeit schenkt die glamouröse Dame dem kleinen Habenichts das Fundstück. Die beiden jungen Frauen freunden sich an, und Yvette fragt Niniche, ob sie nicht ihre Zofe werden wolle. Begeistert sagt die kleine Hungerleiderin zu. Als Yvette zwecks Arbeitsbesuch bei ihrem Rechtsanwalt zu einer Reise nach Paris aufbricht, nutzt Niniche die Gelegenheit, um die prachtvollen Kleider ihrer Herrin auszuprobieren. Just in diesem Moment betritt Jonathan das Appartement und glaubt natürlich sofort, Yvette vor sich zu haben. Beschämt, beim Ankleiden der Garderobe Yvettes erwischt worden zu sein, klärt Niniche den Fremden bezüglich der Verwechslung nicht auf. Dickson ist entzückt von der mutmaßlichen Yvette und lädt sie zu einem harmlosen Rendezvous im Grünen ein. Vor Ort lernt Niniche/Yvette den amerikanischen Gentleman Harold Clifton kennen, dessen Geldbörse sie gefunden und gleich um 20 Dollar erleichtert hat. Sie hat daher allen Grund, nicht von Harold entdeckt zu werden und versteckt sich beschämt hinter einem Blumenarrangement, wo sie prompt einschläft. Dort entdeckt Clifton sie doch noch und bringt die falsche Yvette zurück in das Appartement der echten Yvette. Als die Tänzerin aus Paris in ihr Domizil heimkehrt und Niniche in ihrem Bett liegen sieht, wird sie fuchsteufelswild.
Nachdem der erste Zorn verraucht ist, kommt Yvette eine Idee. Wie wäre es, wenn sie Niniche als ihre Doppelgängerin auf Reisen zu Terminen schicken würde, zu denen sie selbst keine Lust hat? So führt der erste Auftrag der falschen Yvette mitsamt Clifton als ihr Anstandsbegleiter erneut nach Paris. Unglücklicherweise bittet man dort bei Gelegenheit Niniche, von der man glaubt, sie sei die berühmte Tänzerin, bei einem Wohltätigkeitsfest ihr tänzerisches Können an den Tag zu legen. Kurzerhand täuscht Niniche deshalb einen verstauchten Fuß vor. Aber es kommt noch schlimmer: Vor Ort erfährt Niniche, dass Yvette einen Sohn hat, für dessen Mutter man sie nun hält. Um Clifton, an dem ihr, Niniche, immer mehr etwas zu liegen beginnt, endlich reinen Wein bezüglich ihrer wahren Identität einzuschenken, schreibt sie ihm einen rührenden Brief. Clifton ist mehr als begeistert von der Wahrheit, denn der Ruf, der der echten Yvette vorauseilt, ist nicht der allerbeste. Derart entzückt von Niniches süßer Art, sich zu erklären, ist der schwer verliebte Clifton sofort bereit, das kleine Abwaschmädchen heimzuführen.

## Produktionsnotizen
Niniche entstand 1924, passierte die Filmzensur am 3. Januar 1925 und wurde am 13. Februar 1925 in Berlins Alhambra-Kino uraufgeführt. Die Länge betrug 3027 Meter, verteilt auf sieben Akte. Ein Jugendverbot wurde erteilt.
Die Filmbauten entwarf Jacques Rotmil.

## Kritiken
Der Film fand bei der deutschen Presse anlässlich der Premiere im Januar 1925 wohlwollende Besprechungen. Nachfolgend vier Beispiele:

„Ossi Oswalda hat da eine Glanzrolle gefunden. Nie sah man so eine liebliche und verliebte Wäscherin, die die Komödie der großen Dame weiterspielt. (…) Auch die übrigen komischen Rollen sind ausgezeichnet besetzt. (…) Die Regie Viktor Jansons sorgt für Tempo und gute Stimmung. (…) Die Aufnahmen sind vorzüglich und man unterhält sich glänzend.“

„Ossi spielt diese Niniche mit einer frohen Laune, die das triste Herz im Schwunge mit sich fortreißt. (…) Aehnliche hübsche Filme, die wahrhaft amüsieren,, sind heute rar. Wo herrscht solche Laune, wie sie Ossi, Janson, Pavanelli und Ritterband besitzen? Sie machen gemeinsam mit dem flinken Regisseur die Niniche zu einem Schlager ...“

„Ossi Oswalda versucht sich in diesem sehr beifällig aufgenommenen Film mit Glück in einer Pickford-Rolle (…)  Ein natürliches Gefühl leitet Ossi Oswalda, nie ins Possenhafte zu entgleisen, immer graziös und anmutig zu wirken, und auch im Spiel, nicht allein in der Escheinung, eine Augenfreude zu sein.“

„… da ist nun ein lieber, netter, lustiger Film. Ein Film in Dur. Voll Tempo, Frechheit, Anmut und Laune. (…) Neben Viktor Jansons geschmackvoller und einfallsreicher Regie fällt in einer Nebenrolle Gehrhard Ritterband auf, der den dummen, von Niniche einst geliebten, bei deren Aufstieg rasch vergessenen Portierjungen darstellt. Das dumme verliebte enttäuschte Gesicht mit den linkischen, beschränkten Bewegungen stellt eine vorzügliche Leistung dar.“